# Coelichneumon moestus
Coelichneumon moestus là một loài tò vò trong họ Ichneumonidae.